# Емануел Чучков
Емануел Чучков (Штип, новембар 1901 — Скопље, 1. септембар 1967) био је професор, учесник Народноослободилачке борбе и друштвено-политички радник ФНР Југославије и НР Македоније. Од 7. марта 1945. до 16. априла 1945. године био је министар за Македонију у Привременој влади Демократске Федеративне Југославије.

## Биографија
Емануел Чучков рођен је у новембру 1901. године у Штипу. Основну школу завршио је у Штипу, гимназију у Скопљу, а 1925. године је дипломирао на Филозофском факултету у Београду у групи за географију (антропогеографија и физичка географија, етнологија и етнографија, историја и словенска филозофија). Био је први штипски доктор географских наука.
Био је члан омладинских структура ВМРО-а. 2. августа 1944. године, на Првом заседању Антифашистичког собрања народног ослобођења Македоније био је изабран за потпредседника.
Као представник Македоније, 30. августа 1944. године постао је члан Националног комитета ослобођења Југославије, где је обављао функцију повереника за пољопривреду све до 7. марта 1945, када је формирана Савезна влада ДФ Југославије и он постаје министар за Македонију. Политички кругови у Федерацији оценили су његове ставове као националистичке, сепаратистичке и антијугословенске, због чега је 6. априла 1945. године смењен на месту министра за Македонију.
Чучков је после отказа на месту министра за Македонију био директор Народне библиотеке у Скопљу. Као музиколог етнолог, 1947. године основао је Завод за домаће уметничко стваралаштво, „Македонски фолклор“. Касне 1949. године постао је директор „Танеца“, државног ансамбла за народне песме и плес.
До смрти је био професор на Економском факултету у Скопљу.
Умро је 1. септембра 1967. године у Скопљу.